# Rue Simon-Dereure
Rue Simon-Dereure är en gata i Quartier des Grandes-Carrières i Paris 18:e arrondissement. Rue Simon-Dereure, som börjar vid Place Casadesus 8 och slutar vid Avenue Junot 24, är uppkallad efter den franske kommunarden Louis-Simon Dereure (1838–1900).

## Omgivningar
- Sacré-Cœur
- Saint-Pierre de Montmartre
- Square Suzanne Buisson
- Château des Brouillards
- Impasse Girardon
- Rue Girardon
- Hôtel Lejeune, Rue Simon-Dereure 22

## Bilder
| - Skulptören Louis-Aimé Lejeune i arbete. Lågrelief på fasaden till Hôtel Lejeune. |

## Kommunikationer
- Tunnelbana – linje  – Lamarck – Caulaincourt
- Busshållplats Square Caulaincourt – Paris bussnät, linje 80

### Webbkällor
- ”Rue Simon-Dereure”. Mairie de Paris. http://www.v2asp.paris.fr/commun/v2asp/v2/nomenclature_voies/Voieactu/8605.nom.htm. Läst 26 februari 2021.
- ”Rue Simon-Dereure”. Les rues de Paris. https://www.parisrues.com/rues18/paris-18-rue-simon-dereure.html. Läst 26 februari 2021.